# Chondrorhyncha picta
Chondrorhyncha picta là một loài thực vật có hoa trong họ Lan. Loài này được (Rchb.f.) Senghas mô tả khoa học đầu tiên năm 1990.